# ヤグルマソウ属
ヤグルマソウ属（ヤグルマソウぞく、Rodgersia）はユキノシタ科の属の一つ。Rodgersiaという名は、本属を発見した日本への探検隊を率いたJohn Rodgersへの献名である。

## 特長
湿った林床に自生する大形の多年草。掌状または羽状の複葉で大型の根出葉をもつ。小さい白い花が密集して、大型の円錐花序になる。
東アジアに分布し、6種知られている。日本にはヤグルマソウ (Rodgersia podophylla) 1種が自生する。

## 種
- Rodgersia aesculifolia
- Rodgersia henrici
- Rodgersia pinnata
- Rodgersia podophylla（ヤグルマソウ）
- Rodgersia sambucifolia
- Rodgersia tabularis